# Departamento Ituzaingó
Das Departamento Ituzaingó liegt im Norden der Provinz Corrientes im Nordosten Argentiniens und ist eine von 25 Verwaltungseinheiten der Provinz. 
Im Norden grenzt es, getrennt durch den Río Paraná, an Paraguay, im Osten an die Provinz Misiones, im Süden an die Departamentos Santo Tomé, San Martín und Mercedes und im Westen an die Departamentos Concepción und San Miguel.
Die Hauptstadt des Departamento Ituzaingó ist das gleichnamige Ituzaingó in der Nähe des Río Paraná und des Wasserkraftwerks Yacyretá.

## Bevölkerung
Nach Schätzungen des INDEC stieg die Bevölkerungszahl von 30.565 Einwohnern (2001) auf 42.662 Einwohner im Jahre 2005.

## Städte und Gemeinden
- Colonia Liebig
- Ituzaingó
- San Antonio
- San Carlos
- Villa Olivari

Koordinaten: 27° 42′ S, 56° 42′ W